# 天主教會大分裂

西方教會大分裂，1378年－1417年
擁戴烏爾巴諾六世（羅馬）
擁戴克雷芒七世（亞維農）
非固定擁戴
非天主教國家

天主教會大分裂（1378年－1417年），即亞維儂分裂，是天主教会中数位教宗同时宣稱自己合法而导致的一次分裂。和“异端”及之後新教脫離的宗教改革運動不同，“分裂”这个称谓是被天主教会官方统一认可的。

## 歷史
1309年，教宗克勉五世因法兰西国王菲利浦四世而把教廷从罗马迁至法兰西王国的亚维侬，是为亚维侬教廷。1377年，教宗额我略十一世把教廷由法国亚维侬迁回意大利罗马，但是，在罗马几个月後，教宗额我略十一世又决定把教廷由意大利罗马迁回法国亞維儂。不幸的是，额我略十一世还没出发前往法国亚维侬就在意大利罗马去世。他去世后，枢机团的罗马枢机们担心新的外籍教宗又会把教廷迁出意大利，因此1378年趁一些外地的枢机主教还未抵达，关门投票，威胁其他枢机只能选出一个罗马或是意大利的教宗，最後在罗马枢机们的威胁下，真的选出一名意大利人为继任教宗乌尔巴诺六世。但后来其中的13位枢机（大多数是法国人）宣布该选举无效，并另选出一名法国人克雷芒七世为教宗。乌尔巴诺六世将克雷芒七世及其追随者处以破门律，并成立了自己的枢机团。
兩位教宗分別在羅馬和亞維儂聚集了自己的势力，造成天主教會分裂。于是，服从哪个教宗由教會的內部事務變成國際危機。在百年战争中各教宗所支持的联盟：
- 亞維儂：法蘭西、蘇格蘭、威爾斯。
- 羅馬：卡斯蒂利亞-萊昂、塞浦路斯、勃艮第、薩伏伊、那不勒斯、卡爾馬聯盟、英格蘭、佛蘭德、神聖羅馬帝國、德意志王國、匈牙利、愛爾蘭、葡萄牙、波蘭-立陶宛、威尼斯共和國、北意大利城市

在分裂持续期间，很多方案被提出来讨论，其中包括强迫教宗退位。只有大公会议带来解决问题的希望。1409年，枢机们在意大利比薩开会，决定罢黜两名造成分裂的教宗，同时任命第三个教宗亚历山大五世。1414年至1418年在德国康斯坦茨召开的大公会议终于选出了各方一致认可的教宗瑪定五世。
因此1378年以后在亞維儂的教宗都被称为“对立教宗”。

## 外部連結
- The Age of the Great Western Schism
- Catholic Encyclopedia article（页面存档备份，存于）